# 死刑執行人

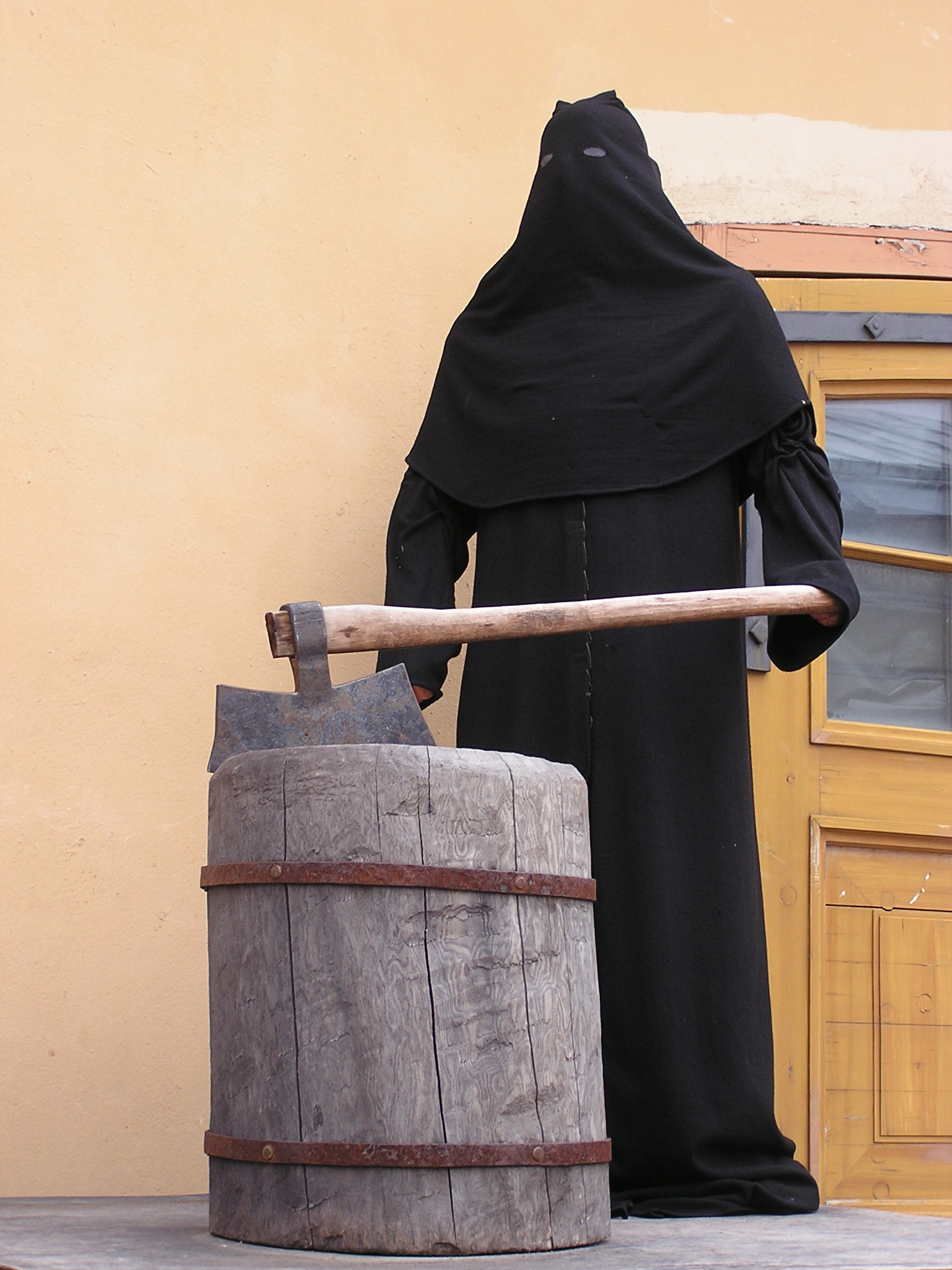
ロシア、ペトロパヴロフスク要塞の中世の公務死刑執行人の装束

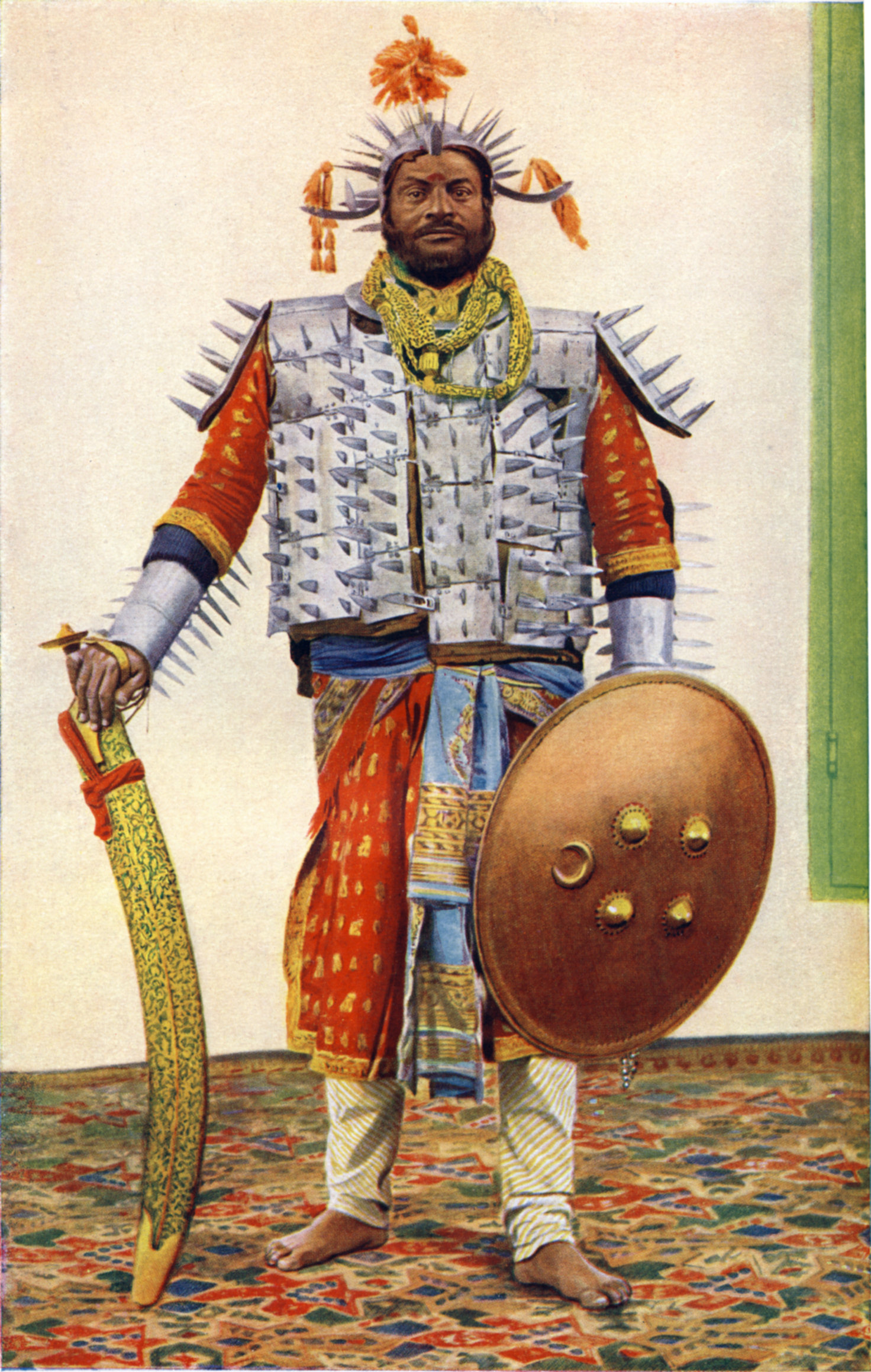
インド中央部リーワー県の大死刑執行官長（1898年の写真を彩色した彩色写真）

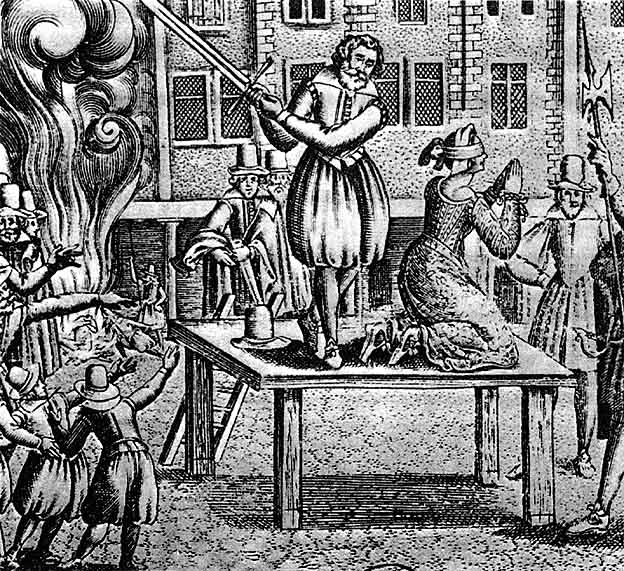
1617年フランスでの斬首刑を行う死刑執行人

死刑執行人（しけいしっこうにん、英: executioner）は、裁判によって死刑が確定した犯罪者に対して死刑を執行する者のこと。通称「処刑人」とも呼ばれている。また、封建的な意味として犯罪者を処刑する高位の裁判官の名称として用いられる場合や、殺し屋を示す比喩として用いられる場合もある。
ここでは法律の定める手続きによって公務として死刑を執行する人物について記述する。

## 概説
死刑執行人は裁判所の死刑判決などを受けて死刑執行を行う者（通常は公務員の一種）である。執行する刑罰は死刑だけでなく鞭打ち刑などの身体刑が行われている国では身体刑の執行も行う。
ここで述べている死刑執行人は国から明確に死刑執行人に任命された人物であり、日本の刑務官のように附随業務の一部として死刑執行も行う公務員は含んでいない。アメリカやドイツなどでは完全な公務員であるが、フランスでは公務員というよりも外部委託業者のような形態に近かった。
死刑執行は毎日あるわけではなく近代になるほど件数は減少し、1年以上も全く死刑執行の仕事が無いことも珍しくない。そのため、ヨーロッパの死刑執行人は普段は副業を行っており、アメリカなどは死刑執行人が副業、あるいは付随業務の一つであることが多い。
ヨーロッパにおける死刑執行人は世襲制によって受け継がれてきた。ヨーロッパの大半の国で国家の設立から近年の死刑制度の廃止まで政治体制に関係なく世襲が続いていることがほとんどである。これはヨーロッパにおける死刑執行人が一種の被差別民として扱われ、就業や婚姻において強い差別を受け、特定の一族以外が死刑執行人に就くのを妨げていたことによる。ドイツやフランスのように政治体制が何度も激変している国ですら、世襲制で特定の一族が数百年に亘って継承している。
ヨーロッパの死刑執行人が、政変後にかつて死刑を宣告する立場だった人間の死刑を執行するという事例が歴史上相次いでおり、ルイ16世やロベスピエールからナチス戦犯まで歴史上何度も繰り返されてきた。死刑執行人が政治的な闘争で死刑になった事例は皆無であり、政治闘争に負けた人間を処刑する立場でありながら、政治においては不可侵民的な立場にいて、「死刑を宣告する為政者は変われど執行する処刑人は変わらず」という状態が続いていた。
アメリカなどの新興国では世襲すべき一族がいないため、世襲は行われず保安官助手などの一部が兼任で死刑執行人に任命される。このため、アメリカの歴代の死刑執行人は全員が全くの他人である。

## 世界各国

### 日本

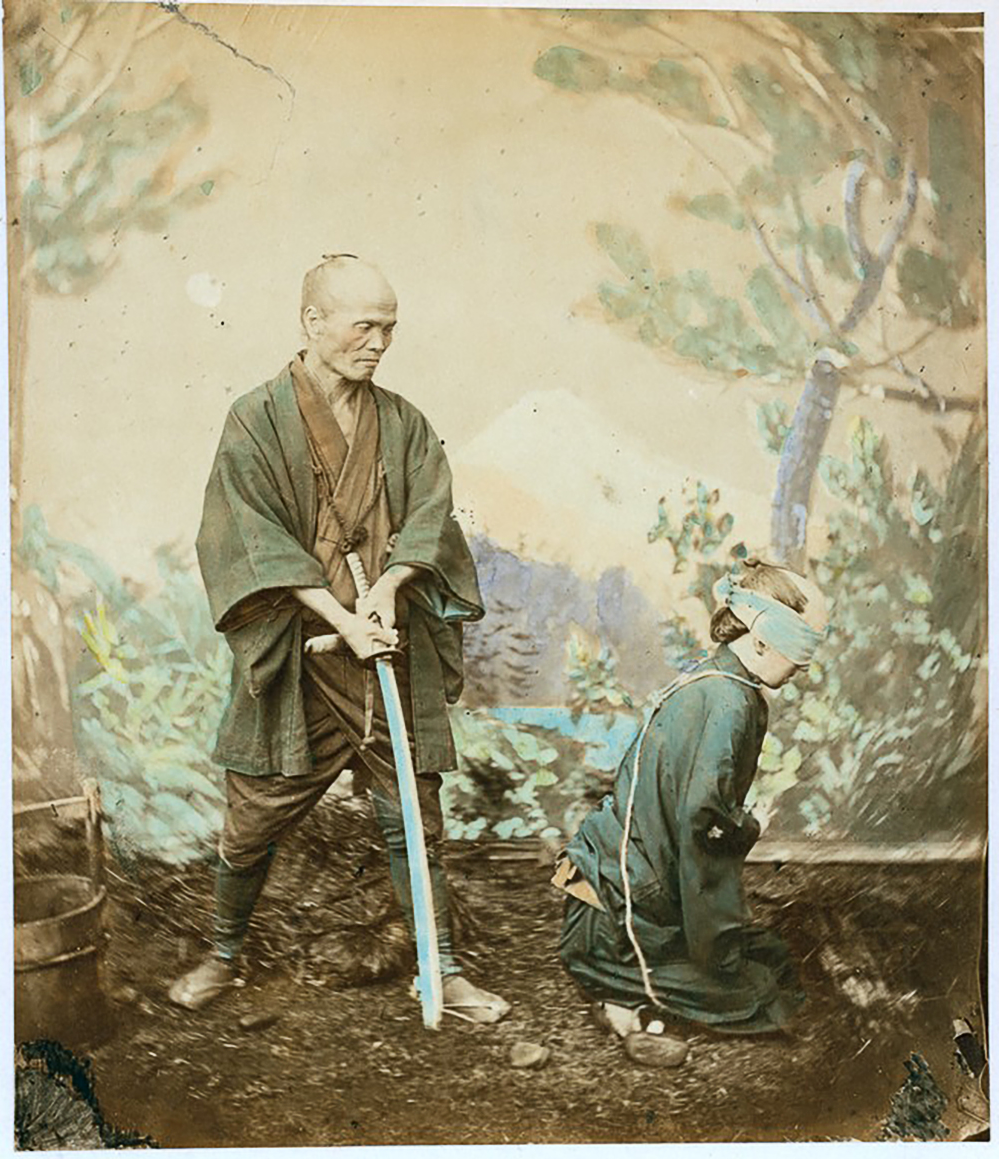
神奈川の死刑執行人（1866年頃）

江戸時代には御様御用（おためしごよう）と呼ばれる刀剣の試し斬り役が死刑執行人も兼ねていた。試し斬りを兼ねて打ち首を言い渡された罪人を処刑するのである。1736年（元文元年）以降は山田家の当主が代々「山田浅右衛門」の名を世襲してその任を務めた。
明治以降は刑務官が公務の一部として行い、特定の死刑執行人を任命しない制度が現在まで続いている。

### イギリス
イギリスにおける死刑執行人の起源は、死刑囚に死刑を延期免除する代わりに他の死刑囚の死刑を行わせたことが始まりだといわれている。後に、死刑囚による死刑ではなく公民による死刑が導入され、一般人から死刑執行人が募集されるようになった。当時は毎週5通の応募の手紙が届き、死刑執行人への就職の倍率は高かった。
そのため、イギリスの死刑執行人はフランスやドイツなどと異なり、世襲はほとんどない。親の後を継いで死刑執行人になったのはグレゴリー・ブランドン(父)とリチャード・ブランドン(子)、ジェームス・ビリントン(父)とトーマス・ビリントン(長兄)・ウィリアム・ビリントン(次兄)・ジョン・ビリントン(末弟)、ヘンリー・ピアポイント(父)とアルバート・ピアポイント(子)の3例しかない。3代続いた事例はイギリスの歴史上皆無である（ジョン・エリスとアーサー・エリスは血縁者ではない）が、アルバート・ピアポイントは叔父のトーマス・ピアポイントも死刑執行人であった。
イギリスでの死刑執行人の地位は「それに従事すれば道徳的に疑われる下層民の職業」という程度であり、軽蔑こそされ名誉を失うことはなかった。
報酬は歩合制で、1回の死刑執行ごとに報酬と旅費が支払われていた。副収入として絞首刑に使用した縄を売っていたが、後に禁止されている。
イギリスでは1747年4月9日の第11代ロヴァート卿サイモン・フレーザーを最後に斬首刑が廃止され、近代になってからは死刑の方法は絞首刑のみとなっている。そのため、イギリスの死刑執行人はハングマン（首吊り人）の別名で呼ばれている。絞首刑の形式はかつての植民地であったインドやシンガポールなどでは今日も慣習として残っている。
年は死刑執行人として職務についていた期間
| デリック (Thomas あるいは Godfrey Derrick)               | 15??-1610     |
| グレゴリー・ブランドン (Gregory Brandon)                 | 1610-1640     |
| リチャード・ブランドン (Richard Brandon)                 | 1640以前-1649 |
| ジョージ・ジョイス (George Joyce)                        | 1649          |
| ウィリアム・ローウァン (William Lowen)                   | 1649          |
| エドワード・ドゥン (Edward Dun)                          | 1649-1660     |
| ジョン・クロスランド (John Crossland)                    | ?-1686        |
| ジャック・ケッチ (Jack Ketch)                            | ?-1686        |
| パスカ・ローズ (Paskah Rose)                             | 1686          |
| ジョン・プライス (John Price)                            | 1714–1715     |
| ウィリアム・マーヴェル (William Marvell)                 | 1715–1717     |
| ジェームス・エアード (James Aird)                        | 1715–1723     |
| ？・バンクス (? Banks)                                   | 1717-？       |
| リチャード・アーネット (Richard Arnet)                   | 1724頃–1728   |
| ジョン・フーパー (John Hooper)                           | 1728–1735     |
| ジョン・スリフト (John Thrift)                           | 1735-1752     |
| ウィリアム・カルクラフト (William Calcraft)              | 1829-1874     |
| ウィリアム・マーウッド (William Marwood)                 | 1872–1883     |
| バーンソローミョー・ビンズ (Bartholomew Binns)           | 1883–1884     |
| ジェームズ・ベリー (James Berry)                         | 1884–1892     |
| ジェームス・ビリントン (James Billington)                | 1884–1901     |
| トーマス・ヘンリー・スコット (Thomas Henry Scott)        | 1892–1895     |
| ウィリアム・ウォービリック (William Warbrick)            | 1893–1910     |
| トーマス・ビリントン (Thomas Billington)                 | (1897-1901)   |
| ヘンリー・ピアポイント (Henry Pierrepoint)               | 1900-1910     |
| ジョン・エリス (John Ellis)                              | 1901–1924     |
| ウィリアム・ビリントン (William Billington)              | 1902-1905     |
| ジョン・ビリントン (John Billington)                     | 1902-1905     |
| ウィリアム・ウィリス (William Willis)                    | 1906–1926     |
| トーマス・ピアポイント (Thomas Pierrepoint)              | 1909-1946     |
| ロバート・バクスター (Robert Baxter)                     | 1915–1935     |
| アルフレッド・アレン (Alfred Allen)                      | 1928–1937     |
| スタンリー・クロス (Stanley Cross)                       | 1932–1941     |
| アルバート・ピアポイント (Albert Pierrepoint)            | 1932–1956     |
| ステファン・ウェード (Stephen Wade)                      | 1941–1955     |
| ハリー・アレン (Henry Bernard Allen)                     | 1941–1964     |
| シド・ダーンリィ (Syd Dernley)                           | 1949–1954     |
| ロバート・レスリー・スチュワート (Robert Leslie Stewart) | 1950–1964     |

### カナダ
カナダではイギリスと同じ制度を採用していた。死刑の方法は絞首刑のみで、死刑執行人は首吊り人（ハングマン）と呼ばれていた。
カナダでは“アーサー・エリス”が死刑執行人の代名詞となっているが、実際にはアーサー・エリスという人物は実在せず、複数の死刑執行人がアーサー・エリスの偽名を名乗っていただけである。名前の由来はイギリスの有名な死刑執行人であるジョン・エリスにあやかっている。
カナダ推理作家協会の年間賞であるアーサー・エリス賞は、この死刑執行人の名前に由来している。
| ジョン・ラドクリフ (John Radclive)                                    | 1892-1911                                    |
| アーサー・バーソロミュー・イングリッシュ (Arthur Bartholomew English) | 1912-1935 最初にアーサー・エリスを名乗った。 |
| カミール・ブランシャール (Camille Blanchard)                          | 1935-1998 カナダ最後の死刑執行人。           |

### シンガポール
シンガポールではイギリス連邦の一国としてイギリス式の絞首刑による死刑執行が行われている。シンガポールの死刑件数は世界的にも多く、死刑執行人は多忙である。過去に、シンガポールで死刑を行うのにマレーシアから死刑執行人を呼んだことがある。
- ダルシャナ・シン（1959年-）

### マレーシア
- ラジェンドラン・クップサミィ (Rajendran Kuppusamy)

### ニュージーランド
- トム・ロング（Tom Long）

### アメリカ
電気椅子による死刑執行を行う電気技術者を「州の電気技術者（State electricians）」と呼んでいた。専任ではなく保安官助手などと兼務だった。アメリカで公式に死刑執行人がいるのは電気椅子だけである。絞首刑、ガス室、薬殺などに死刑執行人はおらず、日本と同様に刑務官が行っている。
ニューヨーク州
エドウィン・デーヴィス (Edwin Davis) 1891–?
ジョン・フルバート (John Hulbert) 1913–1926
ロバート・エリオット (Robert Elliott) 1926–1939
ジョセフ・フランセル (Joseph Francel) 1939–1953
ダウ・ホバー (Dow Hover) 1953–1963
サウスカロライナ州
サム・キャノン (Sam Cannon)
アーカンソー州
ジョージ・マリドン (George Maledon)
- ジョン・C・ウッズ二等軍曹 - ニュルンベルク裁判で死刑判決を受けたナチス関係者を絞首刑にした。

### フランス
フランス語では死刑執行人のことを「Bourreau」（ブロー）と呼んでいる。シャルル＝アンリ・サンソンの請願によりフランスの死刑執行人の正式名称は1787年1月12日に「Exécuteur de Jugements Criminels」（エグゼキュトゥル・ド・ジュジュマン・クリミネル）、日本語に訳すと「有罪判決の執行者」と改名され、「Bourreau」と呼ぶことが法的に禁止された。しかし、一般的にフランス語では死刑執行人と言えば現在でも「Bourreau」で通用しており、正式名称は公文書などでしか使用されていないのが実情である。
フランス革命物の『ダルタニャン物語』『アン・ブーリン』など物語に登場することもあり、その場合は「首切り役人」と日本語訳されていることが多い。
首都であるパリの処刑人はムッシュ・ド・パリ（Monsieur de Paris）の称号で呼ばれ、フランス全土に160人いる死刑執行人の頭領になっていた。その後ギロチンの導入で省力化が進んだ結果、1870年11月以降は死刑執行人がフランス全土で1人になり、ムッシュ・ド・パリは事実上、死刑執行人の称号となった。
フランスの死刑執行人は社会的にも経済的にも恵まれていなかった。サンソン家は医師としての副業でそれなりに資産を築いていたが、経済的に困窮したことも多かった。社会的にも偏見と侮蔑の目で見られ、決して名誉とされることはなかった。人権宣言を掲げたフランス革命後においても、彼らに市民権が与えられる事は無かった。経済的には政府から給金を与えられていたが十分な額とは言えず、結局のところ、シャルル・サンソン・ド・ロンヴァルからマルセル・シュヴァリエまで300年余り、副業をして生計を支えていた。
特に第二次世界大戦後の死刑執行人は貧しく、副業として工場の工員などを兼務していた。アンドレ・オブレヒトは年間の死刑執行が19人にもなった年など、副業であった工場労働者としての休暇を使いきってしまい、法務省の役人に頼んで勤務する会社の経営者を説得してもらったが、結局は会社を辞めてまで死刑を執行したという逸話があるほどである。
フランスではギロチンが導入される以前の死刑には絞首刑・斬首刑・火炙りの刑・車裂きの刑・八つ裂きの刑が存在していた。死刑執行人はこれらの刑罰全てに熟知していることを要求された。また、死刑執行人は鞭打ち刑など処刑以外の公開刑の執行も行っていた。
フランスでは制度上、何時誰が誰を死刑執行したのか全ての記録が公開されている。死刑執行人の氏名は一般公開されているため、中世時代からマスメディアの標的とされてきた。第二次世界大戦の直前まで公開処刑だったこともあり、死刑執行人の絵や写真がマスメディアに載ることも多い。特にムッシュ・ド・パリは全員がマスコミになんらかの取材を受けた記録がある。プライバシーの観念が薄かった時代には、家系図から履歴書までマスコミでさらし者にされたこともあった。このため、死刑執行人の家族や親族が自殺した事例もある。

#### 組織
フランスの死刑執行人は同業者組合のような組織を構成しており、フランス全土の死刑執行人とその死刑執行人助手が加盟した。ムッシュ・ド・パリが組織の代表者だった。死刑執行人は一般人から忌避されていたため結婚はこの組合の中で行われていた。一般の学校に通うことが出来ない死刑執行人の子供達への教育機関としての役目も持っており、その教育水準は当時の一般的な学校を上回るほどで、フランス語とラテン語の読み書き、法学、医学、剣術にまで及んでいた。この組織は厚生年金のような物も持っていて引退した死刑執行人やその未亡人の面倒をみていた。
特に組織として明確になったのはサンソン家の時代になってからであった。サンソン回想録によると、賃金値上げを求めた団体交渉などを行っていたとの記録がある。死刑執行人の人員削減に伴い、この組織も縮小され廃止されていった。

#### 業務
近代における死刑執行人が行うべき業務の一例を以下に示す。
仕事の無い通常はギロチンの保管と維持管理が死刑執行人の仕事であった。
死刑執行人は裁判所から死刑執行の命令を受けると、指定された場所へギロチンを搬入して組み立てることから始まる。5人も助手が必要だったのは、ギロチンという大きな機材を搬入し組み立てるためという部分が大きい。公開処刑だった時代には、ギロチンだけでなく見物人との境目となる柵やギロチンを載せる台まで、かなりの資材を搬入して組み立てる必要があった。サンソンの時代には、当日に刑務所から囚人を搬送するのも仕事の一つだった。後に非公開になると、刑務所内で実施されたため、これは刑務官の仕事になった。死刑執行が終わると遺体の埋葬にまで立会い、使用したギロチンを洗浄し再び分解して搬出した。これが終わると証明書を発行して、法務省に諸経費の支払請求をした。
フランスの死刑執行人は、公務員というよりも実質的には外部委託業者のような形態だったと考えられる。死刑執行を行うギロチンは死刑執行人の私有財産であり、公共財産ではなかった。死刑執行人は国から給金を貰っていたが、手当てや公務員としての福利厚生などは一切なく、ギロチンのメンテナンス費用や輸送費用などはそのつど死刑執行人が法務省に経費の支払いを要求している形態であった。アナトール・デイブレルの手記によると、この経費を水増し請求することで、死刑執行人はささやかな収入を得ていたと言う。また、公務員ではないので副業を禁止されておらず、死刑執行がない時は全員がなんらかの副業についていた。

#### 報酬
1721年に給料制に変更される以前は、ドロア・ド・アヴァージュという特権を行使し、年収6万リーブルとも言われるかなり高所得を得ていた。しかし、この独自徴税は頻繁にトラブルを起こし、1721年に処刑人が徴税を行う権利が剥奪され、年間1万6千リーヴルの給料制に制度変更された。これは大幅な収入減少であったが、この当時の死刑執行人であるサンソン家は医師としての副業で高額所得を得ていたため、なんとか生計を支えていた。フランス革命で大量の死刑執行が行われるようになると、6万リーブルにまで増額された。
しかし、ルイ18世の時代になると死刑執行人の人員削減が進み、報酬は減額に減額を重ねられるようになった。それでも死刑執行人は他の職業へ転職することが出来ないため、貧困に耐えながらでも仕事を続けたという。戦後には年間6万フランの固定給になったが、インフレに直面しても値上げされず、戦後の死刑執行人は実質上、子供の小遣いも同然の給料で仕事を続ける羽目になっていた。

#### 歴史
- 中世においては首を切り落とす斬首刑が用いられていた。人間の首を刃物で一気に切断するという作業は熟練を要し、専門的な職人を必要とした。このため、斬首刑を専門に行う法務官が誕生したのが公職としての死刑執行人の始まりだと言われている。
- 1687年 - パリの処刑人ニコラ・ルヴァスールが不祥事を起こし解任。その職権をシャルル・サンソン・ド・ロンヴァルが買い取って処刑人の職についた。
- 1707年 - 息子のシャルル・サンソンが2代目に就任する。
- 1721年 - 処刑人の徴税権が剥奪され、年間1万6千リーヴルの給料制に制度変更される。
- 1726年 - シャルル＝ジャン・バチスト・サンソンが7歳で死刑執行人の職に就く。
- 1754年 - シャルル＝アンリ・サンソンが15歳で死刑執行人の職に就く。
- 1757年3月27日 - フランス史上最後の八つ裂きの刑が、ロベール＝フランソワ・ダミアン（国王ルイ15世の暗殺未遂犯）に対して執行される。
- 1792年4月25日 - ギロチンが導入される。
- 1795年 - アンリ・サンソンが死刑執行人の職に就く。
- 1830年 - アンリ＝クレマン・サンソンが死刑執行人の職に就く。
- 1832年 - 国王布告により死刑執行人の人数が半数に削減される。
- 1847年 - シャルル＝アンドレ・フェリィが死刑執行人の職に就く。
- 1849年 - ジャン＝フランソワ・ヘイデンレイシュが死刑執行人の職に就く。
- 1868年 - 政府の委託を受けてアルフォンス・レオン・ベルジェがギロチンを改良する。
- 1870年11月25日 - 1人の執行人と5人の助手にまで人員削減が行われる。2台のギロチンはパリで置かれて必要に応じてフランス全土へ運ばれることになり、地方都市の死刑執行人は職を失った。この体制は死刑制度廃止まで継続する。この時に死刑執行人の年給は6千フラン、第1と第2の助手は4千フラン、残り3名は3千フランと規定された。
- 1872年 - ニコラ・ロシュが死刑執行人の職に就く。
- 1879年 - ルイ・デイブレルが死刑執行人の職に就く。
- 1899年 - アナトール・デイブレルが死刑執行人の職に就く。
- 1939年 - ジュール＝アンリ・デフルノーが死刑執行人の職に就く。
- 1939年 - 公開処刑を廃止、以後の死刑執行は非公開で行われる。
- 1951年 - アンドレ・オブレヒトが死刑執行人の職に就く。
- 1976年 - マルセル・シュヴァリエが最後の死刑執行人の職に就く。
- 1981年 - 死刑制度の廃止に伴い、死刑執行人の職は廃止された。

### アルジェリア（フランス領アルジェリア）
フランスの植民地だったアルジェリア（フランス領アルジェリア）の死刑執行人はメイソニエ家が代々世襲で受け継いできた。メイソニエ家の人間は代々フランス国籍の白人であり、アルジェリア人ではない。アンリ・ロシュ、アンドレ・ベルジェ、ニコラ・ロシュは親戚でありメイソニエ家と血縁関係にある。
彼らは法制度上はフランスの死刑執行人であり、フランスと同じくギロチンを使用していた。1961年にアルジェリアがフランスから独立するに伴って失職した。
| アントワーヌ-フランソワ-ジョセフ・ラセヌー (Antoine-François-Joseph Rasseneux) | 1871–1885 |
| グスタフ-エミール・・ラセヌー (Gustave-Émile Rasseneux)                        | 1885-1892 |
| ピエレ・ラペイレ (Pierre Lapeyre)                                              | 1892–1928 |
| アンリ・ロシュ (Henri Roch)                                                    | 1928-1944 |
| アンドレ・ベルジェ (André-Léon Berger)                                         | 1944-1956 |
| モーリス・メイソニエ (Maurice-Alexandre Meyssonnier)                           | 1956-1947 |
| フェルナン・メイソニエ (Fernand-Jean Meyssonnier)                              | 1947-1961 |

### ドイツ
ドイツの死刑執行人はマイスター（親方）と呼ばれ、ニュルンベルクの死刑執行人はニュルンベルク・マイスターと呼ばれていた。死刑執行人の職業は世襲制で受け継がれていることが多い。収入はそれなりに高く、大勢の助手を抱えていたと言う。ライヒハート家は8代にわたり世襲で受け継いでいる。ドイツの死刑は中世時代までは斬首・首吊り・火刑・車裂きの刑など罪状と身分によって多種多様な死刑が行われていた。1803年になるとフランス式の方法に習い、ギロチンのみとなった。
ドイツの死刑執行人の地位は帝国内でも地域によって違いがあるが、概ね「名誉無き人々」と呼ばれる被差別グループに属した。なかでも執行人助手はスティグマを付与された衣服を身に着けることが義務付けられていた。時代が進むにつれ、下水掃除や自殺者の後始末、売春婦の管理など死刑執行以外の不名誉な仕事も請け負うようになっていった。一方、一般人からは死刑執行人たちは不可思議な魔術技能を持ちヌミノーゼ的に神に関われる特異な集団と考えられた。執行人の中には絶対に命中するという触れ込みの魔弾や反魔法の護符、死体から作った薬を販売し財を成す者もいた。
ドイツの死刑執行件数が歴史上最多を極めたのはナチス政権時代で、多忙な死刑執行人は1人で3,000人を超える死刑を執行している。第二次世界大戦が始まると死刑執行人が足りなくなり大幅増員されている。ナチス政権時代には、裁判の判決記録が公式に残っている死刑執行だけでも1万人を超えている。ナチス・ドイツに併合された国での死刑執行まで含めると、6万人が死刑になったと言われている。この反省により、ドイツでは比較的早い時期に死刑制度が廃止されている。
- 1573年 フランツ・シュミット：ニュルンベルクの死刑執行人。克明な日記を残した。
- 1870-1889 ユリウス・クラウツ：プロイセンの死刑執行人
- 1800年代後半 フランツ・クサーヴァー・ライヒハート
- 1924年 ヨハン・ライヒハート：歴史上最多の死刑を執行している。
- 1943年 アロイス・ヴァイス：ゲシュタポの死刑執行人。
- 1968-1981 ヘルマン・ローレンツ (Hermann Lorenz) 東ドイツの死刑執行人
- ナチス政権下で増員された死刑執行人
  - 1940-1945  ゴットロープ・ボルト(Gottlob Bordt)
  - 1943-1945  カール・ヘンシュケ(Karl Henschke)
  - 1943-1945  アウグスト・ケスター(August Köster)
  - 1943-1945  アーロイス・ヴァイス(Alois Weiß)
  - 1943-1945  ヴィリー・レトガー(Willi Röttger)
  - 1943-1945  ヨハン・ミュール(Johann Mühl)
  - 1943-1945  フリッツ・ヴィッツカ(Fritz Witzka)
  - 1944-1945  アルフレート・ローゼリープ(Alfred Roselieb)

#### ザクセン王国
- ????-1918 モーリッツ・ブランド (Moritz Brand)  1885–1923/1927  ザクセン王国の消滅によりドイツ・ザクセン州の死刑執行人となる

### オーストリア
1919年に死刑を廃止するまでは絞首刑がおこなわれていた。1933年-1945年にかけて死刑制度が復活し、ギロチンによる死刑が行われていた。1945年にはギロチンが廃止され絞首刑が復活。1950年6月30日に再び死刑が廃止され、2008年現在まで死刑廃止国である。
フランスのサンソン家のように250年以上にわたってシュロッテンバッハー家が死刑執行人を務めていたが、ナポレオン戦争におけるリュネヴィルの和約で戦争が小康状態になると、多数の人間が戦争責任により処刑された。その処刑に怒り狂ったヨハン・ゲオルク・ホフマン1世に焼き討ちにあい、最後の家長であるカール・シュロッテンバッハーを初めとする一家全員が虐殺によって絶えた。後任には、焼き討ちしたヨハン・ゲオルク・ホフマン1世本人が処刑されるか処刑人になるかの二択を迫られて、死刑執行人の職について3代にわたって世襲している。
オーストリアがドイツに併合されるとヨハン・ラングはナチスによって収容所送りになり、オーストリアの死刑執行はドイツの死刑執行人が行うようになった。
第二次世界大戦後に新しい死刑制度が始まると新たに死刑執行人が任命されたが、その名前や素性は公表されていない。イギリスからアルバート・ピアポイントが派遣されて新しい死刑執行人達を教育したと自伝に書き残されているが、アルバート・ピアポイントの弟子達がどのような人物だったかの具体的な記述は無い。
ウィーンの死刑執行人
| シュロッテンバッハー家 (Schrottenbacher)                    | 1550-1802                                   |
| ヨハン・ゲオルク・ホフマン1世 (Johann Georg Hoffmann I.)    | 1802-1827                                   |
| シーモン・アーベール (Simon Abel)                           | 1827–1839                                   |
| ？・サイフリッツ (? Seyfried)                               | 1829–？（ファーストネーム及び退任時期不詳） |
| ヨハン・ゲオルク・ホフマン2世 (Johann Georg Hoffmann II.)   | 1839-1865                                   |
| ヨハン・ゲオルク・ホフマン3世 (Johann Georg Hoffmann III. ) | 1865-1874                                   |
| ハインリッヒ・ウィレンバッハー (Heinrich Willenbacher)      | 1874–1894                                   |
| カール・セリンジャー (Karl Sellinger)                       | 1862-1899                                   |
| ヨーゼフ・ラング (Josef Lang)                               | 1900-1918                                   |
| ヨハン・ラング (Johann Lang)                                | 1933-1938                                   |

### ポーランド
第二次大戦後にはワルシャワに2人の専任の死刑執行人が居たが、氏名など非公開であった。　
- ヤン・メレル (Jan Mueller)　 ?-1793
- ステファン・ベーム (Stefan Böhm)　 1793-1813　 ワルシャワの死刑執行人

### スイス
スイスでは中世時代から剣による斬首刑が行われていた。1835年にギロチンが導入され、剣による斬首かギロチンによる斬首かを死刑囚が選択できる制度になった。一般人では1940年10月18日にハンス・フォーレンヴァイダーにギロチンによる最後の死刑が執行された。1942年1月に一般人に対する死刑は廃止されたが、軍法上の死刑は存続した。軍人では第二次世界大戦中に30人が死刑判決を受けた。軍法による死刑も1992年3月20日に廃止になった。
| ベルンハルト・シュレーゲル (Bernhard Schlegel)                 | -1374 (バーゼル)                             |
| フランソワ・タバザン (François Tabazan)                        | -1624 (ジュネーヴ)                           |
| バルツァー・メンギス (Baltzer Mengis)                          | -1652 (ルツェルン)                           |
| クリストフ・メンギス (Christoph Mengis)                        | - 1653 (シュヴィーツ)                        |
| クリストフ2世・メンギス (Christoph II. Mengis)                 | 1653-1681 (シュヴィーツ)                     |
| ヨハネス・メンギス (Johannes Mengis)                           | 1681-1695 (シュヴィーツ)                     |
| バルタサール・メンギス (Balthasar Mengis)                      | 1695-1723 (シュヴィーツ)                     |
| ヴォルマー一家による世襲 (Vollmar family)                      | 1695- (サンガール)                           |
| ？・ダイゲンテッシュ (? Deigentesch)                           | -1716 (フリブール)                           |
| ベルンハルト・メンギス (Bernhard Mengis)                       | 1723- (シュヴィーツ)                         |
| ？・メンギス (? Mengis)                                        | - 1779 (シュヴィーツ)                        |
| ？・ヴォルマー (? Vollmer)                                     | -1782 (グラールス)                           |
| ヨハン・メルヒオール・グロスホルツ (Johann Melchior Grossholz) | -1815 (シュヴィーツ)                         |
| ？・ヴォルマー (? Vollmer)                                     | 19世紀から20世紀にかけて(チューリッヒ)       |
| オーガスティン・グロスホルツ (Augustin Grossholz)              | 1815-1826 (シュヴィーツ)                     |
| フランツ・グロスホルツ (Franz Grossholz)                       | 1822- (ツーク)                               |
| ヨーゼフ・ピケル (Joseph Pickel)                               | 1826-1829 (シュヴィーツ)                     |
| オズワルド・シュルンプフ (Oswald Schlumpf9                     | 1829-1830 (シュヴィーツ)                     |
| フランツ・クサーバー・シュミット (Franz Xaver Schmid)          | 1830-1855 (シュヴィーツ、ツークとグラールス) |
| テオドール・メンギス (Theodor Mengis)                          | 1839-1918 (ベルンとラインフェルデン)         |
| ヨハン・ベッテンマン (Johann Bettenmann)                       | 1855-1857 (シュヴィーツとサンガール)         |

### チェコ
- ヤン・ミドラーシュ (Jan Mydlář)　 || 1621-1664　チェコ・プラハ（当時は神聖ローマ帝国）の死刑執行人
- ヤン・ヴァーツラフ・ミドラーシュ(Jan Václav Mydlář)　 || 1665-?　ヤン・ミドラーシュの息子

### スウェーデン

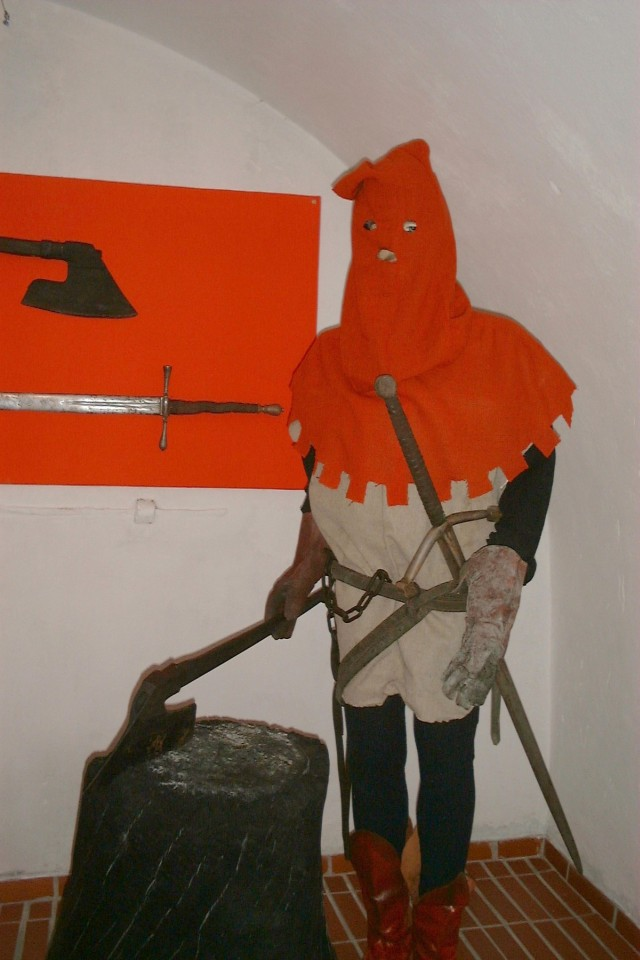
斬首刑用の斧を持った中世スウェーデンの死刑執行人

スウェーデンでは死刑執行人を民間から募集していた。1900年まで斧による斬首刑が行われていた。公開処刑は1876年を最後に廃止されている。フランスやドイツに倣い、ギロチンを導入したが、ギロチンで死刑が執行されたのはストックホルムで執行されたヨハン・アルフレッド・アンデ1人だけで、これがスウェーデンで最後の死刑執行となったため、最初で最後のギロチンの犠牲者となった。
- ペール・ペーター・クリスティアンソン・シュタイネック (Per Petter Christiansson Steineck) - 最後の公開処刑を行った
- アルバート・グスタフ・ダールマン (Albert Gustaf Dahlman) - 最後の死刑執行人

### デンマーク
- イェン・スカール・セオドーア・セイストラウプ - 実際に死刑を執行した最後の死刑執行人
- カール・ピーター・ハーマン・クリステンセン (Carl Peter Hermann Christensen) - セイストラウプの後任。一度も執行しないまま死刑制度が廃止され失職した。

### ノルウェー

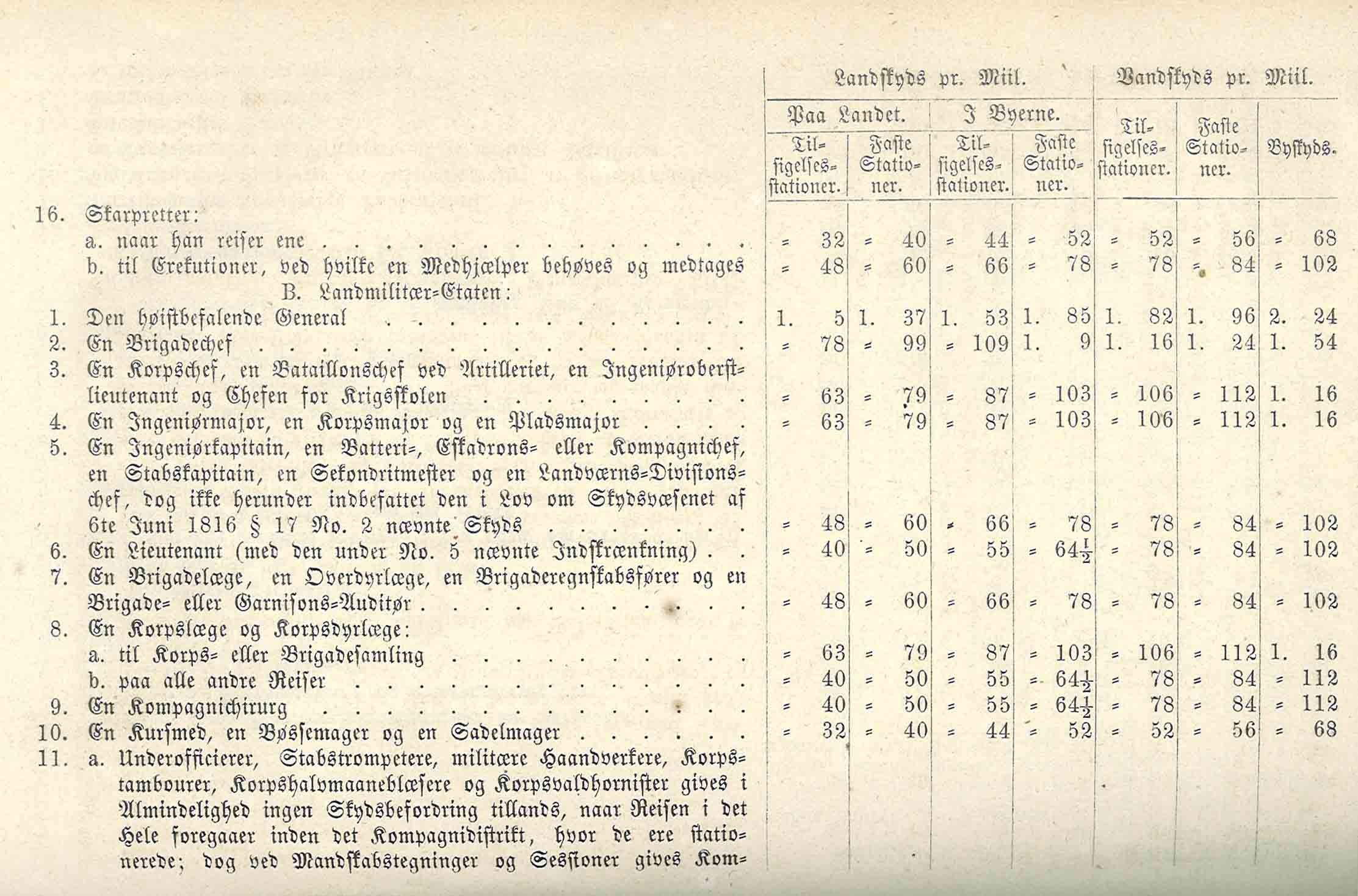
1851年の公務員給与等級表、死刑執行人は最も低い16等級で給与は32ノルウェーターラーである

ノルウェーの死刑執行人は正規の公務員として月給を貰っていた。ただし、その給与は公務員の中では最も低かった。
| アウグストゥスホッカー (Augustus Høcker)                             | 1689-1721   |
| ヨハン・ハインリヒ・ヘリムスクラーゲル (Johan Heinrich Helmschläger) | 1684-1760   |
| アルグス・ラーデル (August Lædel)                                    | 1733-1749   |
| アントン・ラーデル (Anton Lædel)                                     | 1799 - 1833 |
| トルビヨン・ピアディシュン (Torbjørn Pedersen)                       | 1828-1834   |
| サムソン・イズベルグ (Samson Isberg)                                 | 1841-1864   |
| テオドール・ラーセン (Theodor Larsen)                                | 1864-?      |

### スペイン
スペインの死刑執行は鉄環絞首刑（Garrote vil）と呼ばれる、スペイン独自の絞首刑で行われていた。その残酷な執行方法は映画『サルバドールの朝』で詳細に再現されている。フランシスコ・フランコによる独裁政府になってから公開処刑は廃止され、関係者5人の立会いで執行されている。
死刑囚のかなりの人数がETAの関係者であり、ETAが仲間の死刑執行の報復として1973年12月にルイス・カレーロ・ブランコ首相を暗殺するなど大きな社会問題が起きている。警察幹部から首相まで暗殺されているにもかかわらず、なぜか死刑執行人が報復テロの対象になることはなく、全員が天寿をまっとうしている。
スペインでは1974年3月2日に2人に対して2箇所で死刑が執行されたのが最後の死刑執行である。1978年に新憲法が承認され、立憲君主制に移行すると同時に死刑制度が廃止された。
- アントニオ・ロペス・シエラ (Antonio López Sierra)　 || 1949-1975
- ビセンテ・ロペス・コペーテ (w:es:Vicente López Copete)　 || 1953-1974
- ベルナルド・サンチェス・バスクニャーナ (w:es:Bernardo Sánchez Bascuñana)　 || 1949-1972
- ホセ・モレノ (José Monero)　 || 1972-1974

### ポルトガル
ベルキオ・ヌニス・カラスコ（Belchior Nunes Carrasco）15世紀。ポルトガル語で死刑執行人を意味する「carrasco」の語源となった。

### イタリア

#### メラーノ
- 1748-1772 マルティン・プッツァー(Martin Putzer)
- 1772-1777 バルトロメウス・プッツァー(Bartholomeus Putzer)
- 1777-1787 フランツ・ミヒャエル・プッツァー(Franz Michael Putzer)

#### ナポリ
- 12?? ドメニコ・プンツォ

### 教皇領
- 1796-1865 ジョヴァンニ・バッティスタ・ブガッティ：教皇領の死刑執行人
- 1865-1870 アントニオ・バルドゥッチ：教皇領最後の死刑執行人

### サウジアラビア
世襲制で先祖代々死刑執行人を受け継いでいる。サウジアラビアでは神聖な職業であるとの思想が強く、欧米のように忌み嫌われていない。報酬も高く、処刑人の仕事だけで豊かな暮らしが出来るほどである。現代でも厳格なイスラム法に基づき、剣による斬首刑、銃殺刑、クレーンで吊るす絞首刑など多彩な処刑方法を公開処刑で行っている唯一の国である。また、死刑だけでなく、鞭打ちや手足の切断刑などの身体刑も執行している。
死刑執行はモスクの近くにある首切り広場と呼ばれる白いタイルが敷き詰められた場所で金曜日の礼拝（サラート）の後に執行される。
サウジアラビアでは公開処刑されるときに、事件の被害者遺族が呼ばれる。ディーヤと呼ばれるイスラーム法の制度に基づき最後の最後まで死刑囚を許すかどうか死刑執行人が遺族に問い続ける。この時に遺族が許した場合は減刑され死刑執行が中止される。
サウジアラビアにおいて死刑執行人が神聖な職業であると考えられる理由には、最後の減刑特権を有する存在であることも大きい。実際に公開処刑が中止され減刑された事例もある。
- マホメット・サード・アルベッシュ 1998年-
- アブドゥラー・アルビッシ (Abdallah Al-Bishi)
- アハマッド・レツカラハ (Ahmad Rezkallah)

### インド
インドの死刑執行人はカーストの底辺層の職業の一つであり、カースト制度によって世襲が保証されているため、全員が先祖代々の死刑執行人である。イギリス式の絞首刑が行われ、各州ごとに1人ずつ死刑執行人が居る。インドでは1980年代から減少し、1995年から死刑執行停止が続いていたが、2004年に再開されて以来、2004年・2012年・2013年・2015年・2020年と2021年6月時点で、8人（内、2020年に4人が執行された以外は、いずれも1人）が絞首刑の執行がされている。
- ナタ・マリック - 西ベンガル州の死刑執行人
- ナフメット・シャカ - ウッタル・プラデーシュ州の死刑執行人、自称釈迦族の王子にして釈迦の子孫
- パワン・クマール - 2012年インド集団強姦事件加害者の死刑執行人、3代続く死刑執行人の一族で3代目はこの事件加害者の死刑執行が自身にとって初めての死刑執行人の仕事となった[3]。

### バングラデシュ
バングラデシュの死刑執行人は、受刑者の中から選ばれる。受刑者には僅かではあるものの刑期短縮のほか、執行時に特別な食事が与えられる。

### ジンバブエ
ジンバブエでは、前任の死刑執行人が引退した2005年以来、死刑は行われていない。2017年に死刑執行人の募集を行ったところ、男女合わせて50件以上の応募が見られた。

### ロコト自治政府
- アントニーナ・マカロフナ・マカロワ - 第二次世界大戦中にソ連領内に作られたナチスドイツの傀儡政府の死刑執行人で、1500人を機関銃で銃殺にした事から「機関銃トンカ」の通称で呼ばれていた。1978年に戦争犯罪者としてソ連で銃殺刑になっている。

## 身分
古代中国・日本では、死刑は王の役割であり、その処刑具である斧は王の象徴とされ、象形文字「王」は斧の刃を下に向けた図から作られた。そのため、軍の指揮権・領地の所有権の移譲などの際には斧が受け渡しされた。近代まで死刑制度が残っていたイギリスでは、アルバート・ピアポイントなど多くの死刑執行人が尊敬の対象であった。
西ヨーロッパと、その植民地では、不名誉なナッカー（死病傷動物の処理人）と同様に敬遠対象であった。日本の江戸時代では、非人の仕事とされることもあった。オスマン帝国では、ロマ人だけがなれる職とされた。死刑執行人は忌まわしい人々とされ、死んだ時も他の公共墓から離され、墓石もなんの彫刻も加工も無いものとされた。